# Salim Ghazi Saeedi
Salim Ghazi Saeedi (1981-) es un compositor y guitarrista iraní en una variedad de géneros que van desde el metal progresivo y jazz fusión al rock de cámara clásico de vanguardia y el rock electrónico progresivo y Rock In Opposition. Además algunas críticas, prefieren el "art rock" e identifican en su música un enfoque minimalista.

## Biografía
Salim Ghazi Saeedi nació en 1981 en Irán, Teherán. Desde 1999 ha aprendido de manera autodidacta a tocar la guitarra y a componer música. Ha compuesto tres álbumes "Abrahadabra" (2006), "Sovereign" (2007) y "Ustuqus-al-Uss" (2008) en la banda Arashk. Su cuarto álbum, "Iconophobic", en el cual ha interpretado el papel de compositor, guitarrista, tecladista, arreglista de batería, ingeniero de mezcla y productor, fue lanzado en el 2010. En 2011 publicó "Humane Encounter". En 2011 publicó "Human Encounter".
Algunas críticas han comparado su sonido a Univers Zero, Art Zoyd, John Zorn, Patrick O'Hearn, Mike Oldfield, Sufjan Stevens and The Enid, Djam Karet and Birdsongs of the Mesozoic, David Bedford, Richard Pinhas, ZNR, Mecano, Present, Aranis y toda el rock de cámera belga. La revista Harmonie ha comparado su manera de tocar la guitarra a Robert Fripp de la banda King Crimson.
Sus álbumes son álbumes-concepto en el género de rock progresivo con un uso variado de instrumentos que van desde instrumentos clásicos a instrumentos de rock además de sonidos electrónicos. Él se describe como "un improvisador continuo...tanto en la interpretación como en la composición."

## Discografía
- namoWoman - Salim Ghazi Saeedi (2012)
- Human Encounter - Salim Ghazi Saeedi (2011)
- Iconophobic - Salim Ghazi Saeedi (2010)
- Ustuqus-al-Uss - Arashk (2008)
- Sovereign - Arashk (2007)
- Abrahadabra - Arashk (2006)

## Influencias Musicales
Sus principales influencias incluyen a Jeff Beck, Charlie Clouser, Marty Friedman y a Thelonious Monk. Salim dice sobre su estilo de música: "Yo nunca decidí componer en el género progresivo. Tengo un gusto muy versátil para la música que escucho....Quizás sea así como el género progresivo se manifiesta. Dejas tu mente volar y se transforma en progresiva!"